# Baby I'm-a Want You (album)
Baby I'm-a Want You je čtvrté album rockové hudební skupiny Bread, vydané v roce 1972. Jedná se také o první album, na kterém se podílel klávesista Larry Knechtel.

## Seznam skladeb
1. "Mother Freedom" – 2:35 (Gates)
2. "Baby I'm-a Want You" – 2:31 (Gates)
3. "Down on My Knees" – 2:44 (Griffin/Gates)
4. "Everything I Own" – 3:07 (Gates)
5. "Nobody Like You" – 3:14 (Gates/Griffin/Knechtel)
6. "Diary" – 3:09 (Gates)
7. "Dream Lady" – 3:22 (Griffin/Royer)
8. "Daughter" – 3:23 (Gates)
9. "Games of Magic" – 3:10 (Griffin/Royer)
10. "This Isn't What the Governmeant" – 2:27 (Gates)
11. "Just Like Yesterday" – 2:15 (Griffin)
12. "I Don't Love You" – 2:49 (Griffin)

## Sestava
- David Gates – zpěv, kytara, baskytara, klávesy
- James Griffin – zpěv, kytara, klávesy
- Larry Knechtel – klávesy, baskytara, kytara
- Mike Botts – bicí